# Reserva matemática
En matemáticas financieras, la reserva matemática hace referencia al saldo financiero que refleja el valor que al acreedor se le debe o que el deudor debe en un momento determinado de tiempo.  Esto quiere decir, la reserva matemática es la cantidad de dinero que saldaría una operación en un momento específico.
En los seguros, la reserva matemática representa el monto de dinero necesario para garantizar el cumplimiento de las obligaciones futuras de la aseguradora hacia los asegurados.  De acuerdo al Pilar I de Solvencia II estas reservas representan las provisiones necesarias para que las instituciones puedan hacer frente al pago de siniestros o reclamaciones. 

### Conmutados
En las tablas de mortalidad tenemos la variable x que representa la edad alcanzada de la persona asegurada, la probabilidad de que una persona de edad x tiene de fallecer dentro del año se representa como {\displaystyle q_{x}}, entonces {\displaystyle p_{x}} como la probabilidad de que una persona a edad x sobreviva un año más también puede verse como {\displaystyle (1-q_{x})}.  El número de vivos a cada edad x se determina como {\displaystyle l_{x}} para el número inicial le llamaremos radix, generalmente suele ser un múltiplo de 10 como 100,000, entonces el número de personas que fallecen a la edad x es representado como {\displaystyle d_{x}}.
En el cálculo actuarial existen los valores conmutados, estos permiten la simplificación del cálculo de las fórmulas para las primas de seguro o las anualidades. 

#### Valor Presente
Es calculado mediante la siguiente fórmula {\displaystyle V^{t}=(1+i)^{-t}}
donde: 
i es la tasa de interés  
t el tiempo

#### Valor Presente de los Vivos
Es representado por la letra D y es calculado {\displaystyle D_{x+t}=l_{x+t}V^{x+t}}

#### Suma del valor presente de los vivos
Es representado por {\displaystyle N_{x+t}=\sum _{i=t}D_{x+t}}

#### Valor Presente de los Fallecidos
Es representado por {\displaystyle C_{x+t}=d_{x+t}V^{x+t+1}}

#### Suma de los valores de los fallecidos
Es representado por {\displaystyle M_{x+t}=\sum _{i=t}C_{x+t}}

### Primas
La prima de un seguro es la cuantía económica que el asegurado abona a la entidad aseguradora con el fin de que  esta última asuma una serie de riesgos específicos en la póliza.La prima también puede considerarse como una contribución al fondo común que la compañía de seguros utiliza para hacer frente a las indemnizaciones derivadas de los siniestros. En general, a mayor riesgo, mayor será la prima. Su cálculo se basa en diversos factores y puede ser abonada de forma fraccionada. 

#### Prima Neta Única
Es el pago único que representa la cantidad inicial y suficiente para la realización de los pagos efectuados de a cuerdo al contrato establecido.Este tipo de prima es utilizado en contratos de vida o rentas vitalicias, donde el asegurado realiza un solo pago al inicio y no requiere pagos adicionales durante la vigencia del contrato. 
{\displaystyle A_{x}={\frac {M_{x}}{D_{x}}}}
El resultado de esa operación es lo que el asegurado tendría que pagar en una sola exhibición por un seguro. 

#### Prima Neta Nivelada
Este tipo de prima se caracteriza por ser un importe constante que se paga por el seguro el cual no varía con el paso del tiempo ni con la edad de la persona asegurada. A diferencia de otras primas, como la prima natural que incrementa con la edad del asegurado, o la prima mixta que es una combinación de las primas nivelada y natural, la prima neta nivelada mantiene un costo constante a lo largo del tiempo. Aunque inicialmente puede tener un costo más elevado en comparación con los seguros de prima natural, es una opción a considerar para seguros a largo plazo debido a su estabilidad en el costo. 
{\displaystyle P_{x}=SA{\frac {M_{x}}{N_{x}}}}
El resultado de esta operación es la cantidad que el asegurado deberá pagar cada año para la Suma Asegurada correspondiente.

### Método Retrospectivo
El Método Retrospectivo es una técnica utilizada en el sector de los seguros para el cálculo de las reservas. Este método se basa en el uso de datos históricos para estimar las obligaciones futuras de la compañía de seguros. En particular, se utiliza información sobre las primas y tasas de siniestros, así como las tasas anuales de gastos de adquisición, administración y utilidad. El cálculo se realiza anualmente, en una fecha de valuación dentro del año de vigencia de las pólizas. Aunque este método proporciona una estimación valiosa de las obligaciones futuras, su precisión depende de la relevancia y exactitud de los datos históricos utilizados. Por lo tanto, es esencial que las compañías de seguros mantengan registros precisos y actualizados de sus operaciones.
{\displaystyle _{t}V_{x}={\frac {P_{x}[N_{x}-N_{x+t}]-[M_{x}-M_{x+t}]}{D_{x+t}}}}
Dado que no dependen del plazo del seguro, podemos usarlo en cualquier tipo de seguro.

### Método Prospectivo
El Método Prospectivo es una estrategia de cálculo de reservas en seguros que se centra en las expectativas futuras. Este método utiliza proyecciones de variables importantes, como las primas, las tasas de siniestros y los gastos anuales, para prever las obligaciones financieras futuras de la compañía de seguros. Estas proyecciones se actualizan anualmente y se basan en una fecha de valuación dentro del año de vigencia de las pólizas. La meta del método prospectivo es proporcionar una estimación precisa de las responsabilidades financieras futuras de la compañía de seguros. La efectividad de este método depende de la precisión de las proyecciones futuras utilizadas, lo que subraya la importancia de que las compañías de seguros mantengan registros detallados y actualizados de sus operaciones.
Para un seguro ordinario de vida
{\displaystyle _{t}V_{x}=A_{x+t}-P{\ddot {a}}_{x+t}}